# S1m0ne
S1m0ne è un film di fantascienza del 2002 scritto, prodotto e diretto da Andrew Niccol e interpretato da Al Pacino.

## Trama
Viktor Taransky è un regista in crisi dopo vari film senza successo, tanto che anche la ex moglie produttrice lo ha scaricato. Viene contattato da Hank Aleno, esperto informatico, che gli permette di utilizzare un personaggio virtuale con l'ausilio di un software creato dallo stesso Hank: così Viktor crea una bellissima donna bionda, Simone, che fa esordire in un film diretto da lui grazie ad effetti speciali.
Il film riscuote un successo straordinario e in seguito il pubblico ed i media pretendono di vedere ed intervistare la bellissima interprete: Viktor, inventando varie scuse, riesce a tenere nascosto il proprio segreto. Simone compare poi in numerose pellicole ed in collegamenti in trasmissioni televisive: in breve tempo l'ologramma informatico diventa l'idolo dei telespettatori e delle telespettatrici, che rispettivamente si innamorano ed ammirano la misteriosa attrice.
Dopo un certo periodo, in Viktor nascono sentimenti di invidia e odio verso Simone; decide così di cancellare i dati dal computer dal quale la faceva comparire e di gettare i dischi di Hank chiusi in un baule in fondo al mare: così Viktor annuncia ai media la prematura morte di Simone per un presunto raro virus, ma la polizia, aprendo la bara dove dovrebbe esserci l'attrice, si accorge che il cadavere della donna è scomparso, ed in seguito ad un filmato che riprendeva Viktor intento a gettare il baule in mare, il regista viene arrestato con l'accusa di omicidio, rischiando la pena capitale.
Nel frattempo, la figlia di Viktor, Lainey, scopre i file nel computer del padre e ripristina la figura di Simone che fa apparire di nuovo in televisione, scagionando di fatto Viktor. In seguito, quest'ultimo, con la complicità della figlia e della ex moglie a lui riconciliatasi, decide di continuare a far esistere Simone, girando altri film con lei e addirittura facendo credere che lui e Simone abbiano avuto insieme un bambino.